# Semanario Patriótico Americano
El Semanario Patriótico Americano fue un periódico insurgente publicado durante la guerra de independencia de México del 19 de julio de 1812 al 17 de enero de 1813.

## Historia
La insurgencia de la Nueva España editó varios periódicos para difundir la ideología  del movimiento autonomista, así como para informar las acciones políticas y militares que se llevaban a cabo; entre ellos: El Despertador Americano, el Correo Americano del Sur, El Ilustrador Nacional y El Ilustrador Americano.  No obstante el Seminario Patriótico Americano se utilizó principalmente como un instrumento de lucha ideológica en contra del gobierno virreinal. Fueron editados de forma semanal veintisiete números por José María Cos y Andrés Quintana Roo. Se imprimió en Tlalpujahua y Huichapan.
En los primeros números se informó a los lectores lo ocurrido durante el golpe de Estado de 1808 en contra del virrey José de Iturrigaray, así como la postura política que había tomado la Real Audiencia de México contraria a las propuestas del Ayuntamiento de México. Asimismo se explicó que este era el motivo principal de la insurrección, pues se consideraba que el golpe de Estado había sido una "monstruosa infracción del buen orden" que dañaba a los derechos de los americanos y que ofendía la dignidad del pueblo.
Durante esta etapa de la guerra la prensa insurgente aún defendía la corona de Fernando VII y acusaba a los miembros del gobierno virreinal de ser francmasones y cómplices de Napoléon Bonaparte por haber entregado la corona a su hermano José Bonaparte.

La España vuestra patria se halla en la mayor parte ocupada por el común opresor, y el corto número de españoles que conservan el espíritu nacional confinados en pequeños lugares, no podrán ya conseguir más gloria que la de sacrificarse como los numantinos a la lealtad patricia. Tres gobiernos habéis visto sucederse en ella desde la cautividad del soberano; pero ninguno ha sido capaz de lograr la libertad de su rey, ni la tranquilidad del reino.
Número 1 del Semanario Patriótico Americano, 19 de julio de 1812.

En el número 4 del Semanario Patriótico Americano, publicado en agosto de 1812, se recordó que Hidalgo había proclamado la separación de América del gobierno español, pero que se reconocía a Fernando VII como soberano. Por otra parte, se informó de la poca representación de Nueva España en las Cortes de Cádiz, los derechos establecidos en el código de Indias y la postura que tomaron el Ejército virreinal y el alto clero de la Iglesia católica.